# 和深站
和深站（日语：／ Wabuka eki */?）是位於和歌山縣東牟婁郡串本町和深，屬於西日本旅客鐵道（JR西日本）的紀勢本線（紀國線）車站。

## 歷史
- 1940年（昭和15年）8月8日 - 國鐵紀勢西線江住站至串本站之間開通，此站啟用[1]。
- 1959年（昭和34年）7月15日 - 三木里站至新鹿站之間開通，同時路線改名為紀勢本線[1]。
- 1985年（昭和60年）3月14日 - 成為無人車站[2]。
- 1987年（昭和62年）4月1日 - 伴隨國鐵分割民營化，車站由西日本旅客鐵道（JR西日本）營運[1]。
- 2020年（令和2年）6月1日 - 舊站房拆除，改建為簡易候車室完工啟用[3]。

## 車站構造
在啟用當初，設有1面1線的單式月台和1面2線的島式月台，共設有2面3線的混合式月台。車站為地面車站。在山邊的單式月台設有車站大樓。設有側線，月台較狹窄。月台之間設有跨線橋連接。從車站大樓起的月台為1號（單式）、2號和3號月台（島式）。在車站月台側邊近田子方向設有貨物月台。但是截至2011年12月，3號月台的路軌被撤走，因此實際上是2面2線的相對式月台。
車站設有古老的木造車站大樓，在大樓內還設有售票櫃臺。出入口周邊的外牆已經翻新。車站由新宮站管理的無人車站。沒有設置自動售票機和乘車站證明票発票機。廁所位於車站大樓旁邊。
截至2016年5月，由於1號月台和2號月台之間的跨線橋老化，已經被撤走。當時，如果來往兩地，要前往車站前方的隧道通過路軌，再使用2號月台側新設的樓梯（在車站大樓內設有資訊板說明）。
原本的木造站房因老舊而在2020年拆除，原地新建簡易候車室，外觀為白色，站名旁繪有船錨圖案，以彰顯海岸車站之意象。

### 月台
| 月台 | 路線   | 方向                 |
| ---- | ------ | -------------------- |
| 1    | 紀國線 | 串本、新宮方向       |
| 2    | 紀國線 | 紀伊田邊、和歌山方向 |

- 以上的路線名是使用旅客資訊上的名稱（愛稱）。
- 1號月台為上行本線，2號月台為下行本線。曾經存在的3號月台中，為上下行線的月台。

## 使用狀況
以下列出近年1日平均乘車人次。
| 年度   | 一日平均 乘車人次 |
| ------ | ----------------- |
| 1998年 | 66                |
| 1999年 | 62                |
| 2000年 | 46                |
| 2001年 | 37                |
| 2002年 | 28                |
| 2003年 | 19                |
| 2004年 | 17                |
| 2005年 | 25                |
| 2006年 | 25                |
| 2007年 | 23                |
| 2008年 | 19                |
| 2009年 | 21                |
| 2010年 | 13                |
| 2011年 | 11                |
| 2012年 | 13                |
| 2013年 | 23                |
| 2014年 | 26                |
| 2015年 | 20                |
| 2016年 | 16                |
| 2017年 | 17                |

## 車站周邊
車站周邊的海岸為谷灣式海岸，在海邊與山邊之間的狹窄空間設置了此站。和深川川口附近的平地設有村落和漁港，車站位於村落的邊圍。在國道42號至和深路口轉向海邊，便到達此站。
車站附近設有熊野枯木灘海岸縣立公園，海岸附近一帶的枯木灘為觀光勝地。車站位於比村落較高的位置，在車站前的斜道向下行便到達村落，村落中設有駐在所和郵局。雖然車站不是位於海邊，但是車站設於高的位置使在月台上可看見海邊。
- 串本町政廳和深聯絡所
- 串本警署和深駐在所
- 和深郵局
- 和深川
- 國道42號

## 相鄰車站
西日本旅客鐵道
 紀國線（紀勢本線）
田子－和深－江住

## 注腳
1. 1 2 3 4  曾根悟（日语：曽根悟）（監修）. 朝日新聞出版分冊百科編集部（編集） , 编. . 朝日百科週刊. 25號 紀勢本線、參宮線、名松線. 朝日新聞出版. 2010-01-10: 18–21.
2. ↑  日本國有鐵道公示S60.3.12公181
3. 1 2  . JR西日本 CS向上委員会. 2020-07-27  [2020-07-27]. （原始内容存档于2020-07-29） （日语）.
4. ↑  『和歌山縣統計年鑑』及『和歌山縣公共交通機關等資料集』

## 外部連結
- 和深｜車站資訊：JR出門網 - 西日本旅客鐵道